# Glad speldenkussentje
Glad speldenkussentje (Pertusaria leioplaca) is een korstmossoort uit de familie Pertusariaceae. 

## Determinatie
Glad speldenkussentje is een korstvormig korstmos. De asci zijn cilindrisch en meten 250–450 × 30–70 µm. De ascosporen zijn hyaliene, ellipsoïde en meten 40–130 × 25–50 µm.

## Verspreiding
In Nederland is glad speldenkussentje zeldzaam. Het staat op de Nederlandse Rode Lijst in de categorie 'kwetsbaar'.